# Ethnikos Pirej (vaterpolo)
Ethnikos je grčki vaterpolski klub iz Pireja.

## Uspjesi
Prvak Grčke: 1931., 1948., 1953., 1954., 1955., 1956., 1957., 1958., 1959., 1960., 1961., 1962., 1963., 1964., 1965., 1966., 1967., 1968., 1970., 1972., 1973., 1974., 1975., 1976., 1977., 1978., 1979., 1980., 1981., 1982., 1983., 1984., 1985., 1988., 1994., 2006.
Kup Grčke: 1953., 1954., 1955., 1956., 1957., 1958., 1984., 1985., 1988., 1991., 2000., 2005.